# Kertamukti (Cikelet)
Kertamukti is een bestuurslaag in het regentschap Garut van de provincie West-Java, Indonesië. Kertamukti telt 4335 inwoners (volkstelling 2010).